# نورتوود (دلاویر)
نورتوود (به انگلیسی: Northwood) یک منطقهٔ مسکونی در ایالات متحده آمریکا است که در دلاویر واقع شده‌است. نورتوود ۷۸٫۹۴ متر بالاتر از سطح دریا واقع شده‌است.